# Stretton Grandison
Stretton Grandison est une paroisse civile et un village du Herefordshire, en Angleterre.